# School district
Ein School district (deutsch „Schuldistrikt“) ist in den Vereinigten Staaten die interkommunale Zusammenarbeit zwischen mindestens zwei Schulträgern zur gemeinsamen Errichtung und Verwaltung einer oder mehrerer Schulen.

## Allgemeines
Als Gebietskörperschaften kommen für die Gründung von School districts unterhalb der Ebene eines Bundesstaats Gemeinden (englisch municipalities), Counties oder Townships in Betracht. Neben diesen originären Formen können sich „municipalities“ zu Zweckverbänden (englisch special-purpose districts) oder „School districts“ zusammenschließen. Die „School districts“ sind damit eine Form des „Special-purpose district“. Sie ähneln in Form und Zweck dem deutschen Schulverband.
Sie können eine oder mehrere Schularten bis hin zur High School zu einem Schuldistrikt zusammenfassen.

## Rechtsfragen
Die Möglichkeit zur Gründung von Schuldistrikten muss in der Verfassung des Bundesstaats verankert sein. School districts sind als staatliche Stelle (englisch public agency) eine eigene Rechtspersönlichkeit mit Aktiv- und Passivlegitimation und haben Organe (Vorstand, Aufsichtsrat und Mitgliederversammlung), die sich aus den Gründergemeinden rekrutieren. Sie werden gebildet nach dem Recht des Bundesstaats, in welchem sie sich befinden. Je nach Bundesstaat können sie zwei oder mehr Counties umfassen. School districts treffen ihre Entscheidungen unabhängig von den Stadtverwaltungen der Mitgliedskommunen, auch wenn die Verfassungen der Bundesstaaten höchst unterschiedlich sind.

## Finanzen
School districts finanzieren sich aus Schulgeldern und/oder Umlagen der Mitgliedskommunen und dürfen zur Finanzierung auch Anleihen (englisch general obligation bonds) emittieren. Als „municipality“ unterliegen School districts dem Chapter 9 des Bankrupty Code und können in Insolvenz geraten, wobei jedoch keine Liquidation, sondern eine Restrukturierung vorgesehen ist. Eine der ersten Insolvenzen erlebte 1899 der School district von Union City (Kalifornien).   